# برنت گافی
برنت گوفی (انگلیسی: Burnett Guffey؛ ۲۶ مهٔ ۱۹۰۵ – ۳۰ مهٔ ۱۹۸۳) فیلم‌بردار اهل ایالات متحده آمریکا بود.
وی دو مرتبه برای فیلم‌های از اینجا تا ابدیت و بانی و کلاید برنده جایزه اسکار بهترین فیلمبرداری شد. 

## گزیده فیلم‌شناسی
- تمام مردان شاه (۱۹۴۹)
- تک‌تیرانداز (۱۹۵۲)
- از اینجا تا ابدیت (۱۹۵۳)
- هرچه سخت‌تر به زمین می‌خورند (۱۹۵۶)
- پرنده باز آلکاتراز (۱۹۶۲)
- بانی و کلاید (۱۹۶۷)
- امید سفید بزرگ (۱۹۷۰)